# Convención Nacional Democrática (1994)
A mediados de 1994, luego de los llamados Diálogos de Catedral, celebrados en la catedral de la diócesis de San Cristóbal de Las Casas, Chiapas, entre el Ejército Zapatista de Liberación Nacional (EZLN) y el gobierno federal mexicano, y tras lanzar una "alerta roja" en el territorio de su influencia con motivo del asesinato de Luis Donaldo Colosio Murrieta, candidato oficial a la presidencia de la República, el EZLN rechaza las propuestas gubernamentales que se habían enfocado a limitar la solución del conflicto al ámbito regional y emite su Segunda Declaración de la Selva Lacandona convocando a la realización de una Convención Nacional Democrática, "soberana y revolucionaria", con el objetivo de instaurar un "gobierno de transición" y conformar un "nuevo Constituyente" que, a su vez, creara una "nueva Carta Magna".

## Primera Sesión Plenaria
El 8 de agosto de 1994, durante el aniversario del natalicio de Emiliano Zapata, se llevó a cabo la primera reunión plenaria de la Convención Nacional Democrática convocada por el EZLN en el poblado de Guadalupe Tepeyac, perteneciente al municipio de Las Margaritas, Chiapas. El lugar de esta primera reunión plenaria fue llamado Aguascalientes en conmemoración del estado que abrigó, a finales de 1914, a la Soberana Convención Revolucionaria donde se dieron cita las fuerzas más progresistas de la revolución mexicana (magonistas, villistas y zapatistas) con los carrancistas.
En 1995, tras una ofensiva del gobierno federal que incluyó la persecución de la dirigencia zapatista, el Aguascalientes de Guadalupe Tepeyac fue destruido por el ejército mexicano propiciando que a finales de ese mismo año el EZLN, como "símbolo de resistencia y rebeldía", convocara a la creación de cinco Aguascalientes que más tarde serían los llamados Caracoles, sedes de las Juntas de Buen Gobierno. Ese día fue nombrada una presidencia colectiva, conformada por 100 personas (34 invitadas por el EZLN y 64 elegidas por votación entre los delegados de los 31 estados y el Distrito Federal).

### Presidencia colectiva
Rosario Ibarra de Piedra, luchadora social por la presentación con vida de desaparecidos políticos, activista mexicana, fundadora del Comité Eureka y, posteriormente, senadora por el Partido del Trabajo, ocupó el cargo de presidenta ejecutiva; la vicepresidencia la ocuparon: el intelectual universitario Luis Javier Garrido, el defensor de derechos humanos fundador del Centro Nacional de Comunicación Social (CENCOS) José Álvarez Icaza y el chiapaneco Antonio Hernández; la secretaría estuvo ocupada por Mariclaire Acosta, José Fernando García Guzmán y Pablo González Loyola.
Las personas invitadas por el EZLN fueron: Elena Poniatowska, Concepción Villafuerte, Carlos Payán, Roger Bartra, Antonio García de León, Jaime Avilés, Octavio Rodríguez Araujo, Manuel Nava, Jorge Fernández Souza, Francisco Jiménez, Arnoldo Martínez Verdugo, Raúl Álvarez Garín, Ramón García Arias, Alejandro Cornejo, Enrique González Rojo Arthur, Elba García, Eraclio Zepeda, Juan Bañuelos, Óscar Oliva, Pablo Gómez, Guillermo Briseño, Estanislao Tapia Chávez, Félix Jordán Nájera, Luz Rosales, Rodolfo Stavenhagen, Héctor Díaz Polanco, Carlota Botey, Axel Didrickson, David Huerta, Mercedes Olivera, Enrique Semo y Pablo González Casanova.
Las y los delegados representantes de los 31 estados y el Distrito Federal, fueron: Aguascalientes, Benjamín Pérez Aragón y Gabriela Ruiz Guillén; Baja California, Alejandro Aceretto ,Raúl Ramírez Bahena y Silvia Beltrán Goldsmith; Baja California Sur, Teresa González y Patricia López; Campeche, Marcos Suárez González y José Casanova Domínguez; Chiapas, Antonio Hernández y Manuel Hidalgo; Chihuahua, Juanita Batista y Jesús Jiménez; Coahuila, Carlos García López y Manuel Laborde Cansino; Colima, Efraín Erasmo Cortés y José Ramón Vargas Valle; Distrito Federal, José Fernando García Guzmán y Arturo López Cándido; Durango, Carlos Berumen y Francisco Javier Delapisuato; Guanajuato, Juan Manuel Ramírez y Guillermo Rogelio García Romero; Guerrero, Guadencia Mejía Morales y Anabel Casarrubias; Hidalgo, Juanita Cazuela Flores y León Mejía Ortiz; Jalisco, Mario Alberto Nájera Espinosa y Carlos Sepúlveda Luna; Estado de México, Manuel Albores Florencio y Artemio González González; Michoacán, Abelardo Torres Cortés y Filemón Acosta Aguirre; Morelos, Armando Soriano Jiménez y Eric García; Nayarit, Juan Antonio Altamirano Gómez y Alberto García Zúñiga; Nuevo León, Bernabé Saldívar de la Cruz y Héctor Camero A.; Oaxaca, Leopoldo de Gyves de la Cruz y Evangelino Mendoza González; Puebla, Héctor Bolaños y Pedro Rodríguez; Querétaro, Pablo González Loyola y Sergio Jerónimo Salazar; Quintana Roo, Sara Puj May y Gervasio May Tuc; San Luis Potosí, Guadalupe González Gómez y Primo Doti; Sinaloa, Mercedes Murillo y Ernesto Pérez; Sonora, Eulalia Saldívar y Fausto León; Tabasco, Audárico Hernández Jerónimo y Gualberto García G.; Tamaulipas, Salvador Cavazos García y Noé García Marín; Tlaxcala, Luz Rivera y David Contreras; Veracruz, Abelardo Márquez y Monserrat Díaz; Yucatán, Julio Macossay y Gisela Rodríguez, y Zacatecas, Juan José Quirino y Juan Antonio Naranjo Cevallos.

### Acuerdos
Según el portal Memoria política de México, la CND comienza sus sesiones con el consenso fundamental de rechazo a la vía armada para impulsar el cambio democrático en México y, pese a la propuesta de impulsar la candidatura de Cuauhtémoc Cárdenas, candidato presidencial del Partido de la Revolución Democrática, decide no pronunciarse en favor de algún candidato. También, se pronuncia por apoyar en lo general la propuesta del EZLN respecto a la instauración de un gobierno de transición, un Congreso Constituyente que promulgue una nueva Carta Magna y el establecimiento de vías que faciliten un tránsito a la democracia sin sobresaltos. Además, los delegados de las 31 entidades federativas y del Distrito Federal acuerdan que de la Convención Nacional Democrática debería resultar un programa base para la transición pacífica a la democracia, que tendría que ser acatado por quien a partir del 1 de diciembre de 1994 asumiera la presidencia de México.
Otros acuerdos de los más de 6 mil delegados de organizaciones indígenas, obreras, campesinas, sindicales, estudiantiles; así como miembros y simpatizantes del Partido de la Revolución Democrática (PRD), intelectuales y artistas participantes en la CND, serán: luchar en contra del Partido Revolucionario Institucional (PRI) y el Partido Acción Nacional (PAN) y sus propuestas neoliberales, mediante el voto en contra de esos dos partidos; pugnar porque se elimine el sistema político de partido de Estado que rige en México; cambiar, por obsoleta, la legislación electoral vigente y "acabar con el autoritarismo que se vive en el país"; tratar de "intervenir los bienes del partido de Estado y que ningún partido use los colores de la Bandera Nacional"; luchar porque se someta a juicio político al entonces presidente Carlos Salinas de Gortari, al también entonces secretario de Gobernación Jorge Carpizo y al exgobernador chiapaneco Patrocinio González Garrido; buscar la independencia real de los poderes Ejecutivo, Legislativo y Judicial y que los funcionarios judiciales sean elegidos por voto directo; exigir el reconocimiento del EZLN como fuerza beligerante y el retiro del ejército de Chiapas; impulsar reformas constitucionales para otorgar autonomía regional a los indígenas, así como representación en el gobierno, y, además, establecer el referéndum y el plebiscito como fórmulas de consulta a la sociedad.